# Trisetum durangense
Trisetum durangense är en gräsart som beskrevs av Victor L. Finot och Paul M. Peterson. Trisetum durangense ingår i släktet glanshavren, och familjen gräs. Inga underarter finns listade i Catalogue of Life.